# Рейд на Назрань (2004)
Рейд на Назрань (Назранський рейд, Рейд на Інгушетію) — масштабний рейд у Республіку Інгушетію під час Другої російсько-чеченської війни, здійснений у ніч з 21 на 22 червня 2004 року групою чеченських і інгуських  бійців на чолі з чеченськими командирами Шамілем Басаєвим і Доку Умаровим. 
Головною метою, окрім захоплення великого сховища зброї, була демонстрація сили. Напад на інгуське місто Назрань пов'язують з поганим ставленням інгуської влади до чеченських біженців. 

## Диверсійна операція
Цілями були 15 урядових будівель у колишній столиці Інгушетії та найбільшому місті Назрані та трьох населених пунктах, розташованих на трасі Баку—Ростов, що перетинає республіку зі сходу на захід (Карабулак, Слєпцовська та Яндаре). У атакуючих силах також було кілька інгушських бійців. 
Біля міста була розгорнута мотострілецька бригада ЗС РФ, підрозділи МВС РФ, спецпідрозділи ОМОН, СОБР, ФСБ, прикордонний загін ФСБ, численні силові структури – щонайменше 6-7 тисяч добре озброєних людей з бронетехнікою, з великим досвідом протипартизанських дій. Вони і стали безпосередніми цілями для чеченських та інгуських бійців .
Ічкерійський рейд спланували керівники чеченського руху за свободу від Росії Шаміль Басаєв та Доку Умаров. Вони діяли підпільно, бо не могли проводити підготовку та злагодження своїх сил та забезпечити себе боєприпасами. Їм потрібно було отримати гучну перемогу над окупантами, яка б показала усьому світу, що народи Кавказу продовжують спротив, а також захопити озброєння, якого не вистачало ополченцям. Ополченці не могли вв'язуватись у тривалі бої, оскільки росіяни мали перевагу у силах у десятки разів, і могли швидко перекидати резерви. За словами Басаєва у рейді брали участь 570 бійців, МВС РФ вважає, що повстанців було до 200 .
Атака почалась о 22:47 21 червня. Басаєв та Умаров визначили вразливості противника, на використанні яких побудували свою тактику – терор та залякування, слабкий звязок, слабка взаємодія, відсутність єдиного центру управління, повільна реакція на події .
Бойові групи ічкерійців та інгушів діяли автономно, без звязку одна з одною, за своїм окремим планом та маршрутом та чітко визначеним графіком. Бійці переодягнулися у форму російських силовиків та одразу після заходу сонця близько 22:45 атакували щонайменше 20 об'єктів у самій Назрані, а також у містах Карабулак та станиці Орджонікідзевська. Були атаковані одночасно районні та міські відділи поліції, слідчий ізолятор, будинок МВС, прикордонний загін, база ОМОН і склад озброєння МВС .
Кожен об'єкт атакувала невелика група бійців. Росіяни займали кругову оборону, та починали відбивати штурми. Більшість штурмів були відбиті. Ополченці змогли знищили лише один об'єкт – будинок МВС та лише один об'єкт захопили – збройні склади у місті Карабулак .
Як виявилось, Басаєв та Умаров спланували не штурмувати об'єкти, а скувати активними діями та загрозою штурмів усі основні бази та пункти управління російських силовиків. Проте основною задачею операції був удар по найвразливігрму місцю – комунікаціях .
Одночасно з атаками на об'єкти кілька бойових груп захопили два пости дорожно-постової служби МВС РФ та встановили кілька своїх блок-постів на вулицях Назрані. Бійці проводили щільний обстріл російських баз, але після обстрілу так і не йшли на штурм, а відходили, а основний удар був не там .
Одразу після початку атаки російські силовики почали переміщуватись по Назрані, їх зупиняли на блок-постах, вимагали документи. Повстанці одягнули російську камуфляжну форму та вели себе як російські силовики. Росіяни не очікували, що вони ніяким чином не будуть себе видавати. Усіх силовиків та держчиновників, хто пред'являв свої документи на блок-постах, ополченці розстрілювали на місці як зрадників свого народу, що повністю паралізувало управління. Вони створили для росіян обстановку хаосу, невизначеності, росіяни втратили можливість маневрувати та реагувати на обстановку, не могли прийти на допомогу, розгорнути свої сили та заблокувати маневр ополченців .
Повстанці також намагалися, але не змогли звільнити 50 ув’язнених із тимчасової в’язниці, і відступили о 3 ранку,  до того, як колоні військ російської армії вдалося досягти Назрані одразу після світанку о 4 ранку . Один російський військовий конвой також потрапив у засідку на шляху з Північної Осетії та зазнав значних втрат. 

## Втрати та здобутки
Рейд тривав майже п'ять годин, і учасники операції почали відхід о 3:00 майже неушкодженими та з двома вантажівками з 1177 одиницями вилученої вогнепальної зброї. 
Згідно з офіційними даними, під час рейду було вбито 92 людини, у тому числі щонайменше 47 поліцейських , пізніше число було змінено до 88. Остаточне включало 27 цивільних осіб, 26 поліцейських (24 інгуші і 2 чеченця), 10 спецназівців, 9 військових (6 російських і 3 інгушів), 8 агентів ФСБ, 5 співробітників місцевої прокуратури, щонайменше 2 партизани і 3 невідомих. Близько 106 осіб отримали поранення, у тому числі 51 представник урядових сил. 
Було вбито, зокрема, в.о. міністра внутріншніх справ Інгушетії Абубакара Костоєва (за даними ФСБ, під час нападу один з командувачів операції Алі Тазієв власноруч убив його), прокурора міста Назрань та прокурора Назранського району, трьох офіцерів спецпідрозділу ФСБ «Вимпел». Були спалені будівля МВС РФ і вокзал Назрані. Інгуські чиновники заявили, що повстанці захопили близько 20 заручників, переважно співробітників ДАІ .
Вранці після обстрілу було виявлено лише 2 загиблих бойовиків, за даними сайту «Кавказ-Центр», нападники втратили 6 осіб убитими. У заяві також сказано, що в результаті нападу загинули понад 120 «слуг Росії», 30 поліцейських потрапили в полон.[джерело?]
Підрозділ Басаєва також захопив на складі МВС понад 700 автоматів, 22 гранатометів, 800 пістолетів, десятки тисяч патронів. Цілі операції були досягнуті з мінімальними втратами .

## Наслідки
За день до нападу лідер чеченських повстанців Аслан Масхадов, виступаючи для Радіо Свобода, заявив, що повстанці «збираються перейти до наступальної війни». У липні 2004 року він публічно взяв на себе відповідальність за напад і пообіцяв повторити подібні напади. 
Генерал армії РФ В'ячеслав Тихомиров, заступник міністра внутрішніх справ Росії і командувач внутрішніми військами, вирішили піти у відставку після того, як федеральний міністр внутрішніх справ Рашид Нургалієв звинуватив їх у великій кількості смертей. Після відставки Тихомирова внутрішні війська місяць залишався без керівника. 
Близько 30 підозрюваних повстанців, переважно інгушів, були заарештовані протягом наступних двох місяців за їхню участь у рейді на Назрань.  Через кілька днів після облоги бесланської школи у вересні 2004 року заступник генерального прокурора Росії Володимир Колесніков заявив, що 10 одиниць зброї, викраденої в Назрані, були використані під час нападу на Беслан.  Однією з вимог бесланських терористів також було звільнення підозрюваних у рейдерстві. У 2005 році 13 з них були засуджені до 8-25 років позбавлення волі.